# 小池国夫
小池 国夫（こいけ くにお、1944年8月23日 - ）は、埼玉県川越市出身のプロゴルファー。

## 来歴
1969年7月の美津濃プロ新人で優勝し、11月にプロ入りする。
1970年の西日本オープンでは藤井義将の2位に入り、1973年の九州オープンでは鈴木規夫・川上実を抑えて優勝し、グランドモナークでは山本善隆・鷹巣南雄・謝永郁（中華民国）・大嶋正春・石井裕士と並んでの6位タイに入った。
1975年の沖縄クラシックでは2日目の好コンディションでアンダーパーが続出する中、68をマークし、鷹巣南雄・三浦勝利と並んでの6位タイに着けた 。
1978年の九州オープンでは上田健次と並んでの9位タイに入り、1982年の関西プロでは初日を山本善隆・宮本省三・出口栄太郎と並んでの2位タイでスタートした。
その後も九州オープンでは1985年に6位タイ、1986年には杉田勇・秋富由利夫と並んでの9位タイに入り、1991年の同大会を最後にレギュラーツアーから引退。
シニア転向後の1994年には緑営グループ杯シニアで内田繁と並んでの8位タイ、2000年のアサヒ緑健カップTVQシニアでは初日18位タイスタートから新井規矩雄・上原宏一・井上久雄・須貝昇と並んでの5位タイに入った。
2001年のアサヒ緑健カップTVQシニアでは長谷川勝治・謝敏男（中華民国）・河野高明と並んでの4位タイ、2002年のアサヒ緑健カップHTBシニアでは草壁政治・松本紀彦・佐野修一・金井清一と並んでの8位タイに入った。
霞ヶ関カンツリー倶楽部・玄海ゴルフクラブ・麻生飯塚ゴルフ倶楽部・伊都ゴルフクラブを経て、2012年からはフリーで活動。
2012年の日本プロゴールドシニアでは最終日に追い上げを見せるもバックナインでスコアを伸ばせず、松本に1打差及ばず2位に終わった。
現在は福岡県久留米市の「KSゴルフガーデン」レッスンプロ。

## 主な優勝
- 1969年 - 美津濃プロ新人
- 1973年 - 九州オープン